# Rasul Dżazini
Rasul Dżazini (pers.  رسول جزینی; ur. 25 grudnia 1976) – irański zapaśnik w stylu klasycznym. Zajął 32 miejsce na mistrzostwach świata w 1999. Zdobył srebrny medal mistrzostw Azji w 2001 i brązowy w 2000. Złoty medal igrzysk Azji zachodniej w 1997 roku.